# 김기옥 (정치인)
김기옥(1942년 8월 17일 ~ )은 대한민국의 정치인이다. 제13대 동작구청장을 역임했다.

## 역대 선거 결과
|  | 47.91% |

|  | 12.84% |

## 논란

### 무고 혐의
김기옥은 제1회 전국동시지방선거 기간 중 상대 후보를 무고로 고발한 혐의를 받아 1996년에 구속되었다. 이후 재판 결과 집행유예 2년을 선고받으면서 구청장직을 상실했다.